# 쿠반 소비에트 공화국
쿠반 소비에트 공화국(러시아어: Кубанская Советская Республика 쿠바노 소비에츠카 레스푸블리카[*])은 1918년 4월 13일부터 5월 30일까지 존재했던 쿠반 지역의 러시아 소비에트 연방 사회주의 공화국의 공화국 중 하나였다. 이 공화국의 수도는 예카테리노다르였으며, 5월 30일 흑해 소비에트 공화국과 함께 쿠반-흑해 소비에트 공화국으로 합병되었다.